# Digitalis-Antidot
Digitalis-Antidot, auch Digitalis-Antitoxin, ist ein medizinisches „Gegenmittel“ (griech. Antidot) oder „Gegengift“ (griech. Antitoxin) bei einer lebensbedrohlichen Digitalisintoxikation (Digitalisvergiftung), die durch überhöhte Einnahme von Digoxin, Digitoxin oder anderen Digoxin-Derivaten auftreten kann. Diese Stoffe werden nachfolgend auch „Digitalisglykoside“ oder kurz „Glykoside“ genannt.

## Wirkstoff
Bei Digitalis-Antitoxin handelt es sich um Fab-Antikörperfragmente (Fab, Abkürzung für engl. Fragment antigen binding) von IgG-Immunglobulinen aus dem Blutserum immunisierter Schafe.

## Anwendungsgebiete
Digitalisintoxikationen treten auf, wenn versehentlich oder in suizidaler Absicht zu hohe Mengen der Wirkstoffe eingenommen werden. Schwere Herzrhythmusstörungen können dann zu lebensbedrohlichen Komplikationen führen. Als besonders gefährdet gelten – neben Personen mit suizidaler Vergiftung – Patienten in höherem Alter, die eine schwere kardiale Grundkrankheit, etwa eine dekompensierte, also aus dem Gleichgewicht geratene Herzinsuffizienz, aufweisen.

## Klinisches Bild
Das klinische Bild kann sich vielfältig darstellen und ist stets dramatisch:
- Multifokale ventrikuläre Extrasystolen
- Kammertachykardien
- Vorhoftachykardien mit AV-Block
- AV-Knotentachykardien
- Kombination von AV-Blockierungen mit Ektopien
- Kammerflattern
- Kammerflimmern

Kammerflattern und Kammerflimmern beeinflussen den Verlauf einer Digitalisintoxikation besonders ungünstig.

## Wirkungsweise
Die klinische Wirksamkeit von Digitalis-Antitoxin für Digitalisglykoside ist nachgewiesen. Sie beruht auf einer raschen und nahezu vollständigen Bindung des Antitoxins an das im Extrazellulärraum vorhandene freie Glykosid, wodurch pharmakologisch unwirksame Antitoxin-Glykosid-Komplexe entstehen (Neutralisation).
So kommt es zu einem Konzentrationsgefälle zwischen dem intra- und extrazellulären Glykosid im Sinne von hoch zu niedrig. In der Folge diffundiert weiteres intrazelluläres Glykosid in den Extrazellulärraum, wo es von dem hier vorhandenen Antitoxin fortlaufend neutralisiert wird.
Für diesen Wirkmechanismus sprechen der hohe Anstieg des an Antitoxin gebundenen Glykosids und der Abfall von freiem Glykosid im Serum bei Infusion von Digitalis-Antitoxin.

## Verstoffwechslung und Ausscheidung
Unmittelbar nach Beginn der Infusion von Digitalis-Antitoxin steigt die Konzentration der an Fab gebundenen Glykoside im Serum steil an (bisher gemessener Maximalwert über 300 ng/ml), während das freie Glykosid auf Werte unterhalb der Nachweisgrenze absinkt. Nach Überschreiten des Maximums nimmt der Gesamtglykosidspiegel kontinuierlich ab entsprechend der Eliminationsgeschwindigkeit der Fab-Glykosid-Komplexe, anfänglich mit einer Halbwertszeit von 15 Stunden, nach einem Tag von etwa 26 Stunden.
Das Serum enthält während der ersten 10 Stunden nach Applikation von Digitalis-Antitoxin fast ausschließlich an Fab gebundenes und damit neutralisiertes Glykosid. Zwischen der achten und zwölften Stunde nach Beginn der Fab-Verabreichung steigt der freie Glykosidspiegel wieder an.
Aus dem Verhalten der Serumspiegel von freien und an Fab gebundenen Glykosiden im Serum lässt sich schließen, dass im Verteilungsvolumen ein Kompartiment mit dem Glykosidanteil besteht, der lediglich an den Zelloberflächen adsorbiert ist. Dieser Glykosidanteil tritt nach der Infusion von Digitalis-Antitoxin mit einer Halbwertszeit von etwa 12 Minuten in das Serum über und bewirkt dort den anfangs sehr steilen Glykosidanstieg. Ein tiefer gelegenes, weit größeres Gewebskompartiment (Zellmembranen, Intrazellularraum) lässt die Glykosidmoleküle mit einer Halbwertszeit von etwa 8 Stunden in das Serum übertreten, solange freie Fab im Überschuss vorhanden sind. Im Harn korreliert die Konzentration des freien und des gesamten Glykosids mit dem freien und dem Gesamt-Glykosidspiegel im Serum. Erst wenn die Bindungskapazität der Fab im Serum erschöpft ist und weiterhin aus dem großen Verteilungsvolumen für Digitalis, nämlich der Muskulatur, Glykosid in das Serum übertritt, wird wieder freies Glykosid sowohl im Serum als auch im Urin nachweisbar (im Mittel nach etwa 10 Stunden, s. o.).
Die Glykosid-Fab-Komplexe werden zu etwa 56 % renal, d. h. über die Nieren, ausgeschieden. Auch nicht nierenpflichtige Glykoside werden durch die Bindung an die Fab nierengängig und erreichen eine vergleichbare Eliminationsgeschwindigkeit.

## Nebenwirkungen
Wie unter jeder Therapie mit aus fremden Organismen stammenden („heterologen“) Substanzen könnten auch bei der Erstanwendung von Digitalis-Antitoxin allergische Reaktionen auftreten; in den bisher beschriebenen Therapiefällen sind jedoch keine derartigen Nebenwirkungen bekannt geworden.
Da es sich um ein aus Fremdserum (vom Schaf) gewonnenes Produkt handelt, besteht prinzipiell auch die Gefahr einer Sensibilisierung. Die Applikation von Digitalis-Antitoxin muss deswegen in den Impfpass eingetragen werden, damit bei einer später erneut notwendigen Applikation von Schafglobulinen an die Möglichkeit schwerer oder lebensbedrohlicher anaphylaktischer Reaktionen gedacht wird.
Unmittelbar vor der Infusion von Digitalis-Antitoxin muss mittels Intrakutan- und Konjunktivaltest auf Allergie getestet werden. Ferner ist zu Beginn der Infusion sorgfältig auf Schocksymptome zu achten, ärztliche Aufsicht ist zwingend erforderlich.

## Vorsichtsmaßnahmen

### Serum-Kalium-Kontrolle
Bei einer schweren Digitalisintoxikation kann durch die glykosidbedingte Hemmung der Natrium-Kalium-ATPase der Zellmembranen ein massiver Serum-Kalium-Anstieg erfolgen, der lebensbedrohliche Ausmaße erreichen kann. Aufgrund einer gleichzeitigen erhöhten renalen, also über die Nieren erfolgenden Exkretion von Kalium kann jedoch die Hyperkaliämie mit einem Abfall des Körperbestandes an Kalium einhergehen. Obwohl für diese Störungen nicht die Gabe des Digitalis-Antitoxins ursächlich ist, sollte die Serum-Kalium-Konzentration sorgfältig überwacht werden.
Im weiteren Verlauf wird durch die Neutralisierung der Glykosidwirkung mit Digitalis-Antitoxin die intrazelluläre Kalium-Konzentration wieder angehoben bei einer gleichzeitigen Senkung der Serum-Kalium-Konzentration. Hieraus kann sich sehr schnell eine Hypokaliämie entwickeln. Auf der Basis regelmäßiger Serum-Kalium-Bestimmungen, insbesondere während der ersten Stunde nach Gabe von Digitalis-Antitoxin, sollten eventuell auftretende Kaliumdefizite vorsichtig korrigiert werden.

### Serum-Glykosidspiegel-Kontrolle
Eine Serum-Glykosid-Bestimmung ist Teil der Differentialdiagnose einer Digitalisintoxikation. Verlässliche quantitative Aussagen können aber erst gewonnen werden, wenn die Verteilungsphase abgeschlossen ist, also frühestens 8 Stunden nach der letzten Glykosideinnahme, bei sehr hoher Glykosidaufnahme oft noch viel später.
Deshalb geben die zum Zeitpunkt der Verabreichung von Digitalis-Antitoxin bestimmten Serum-Glykosidspiegel meist keine verlässlichen Hinweise auf die tatsächlich notwendige Menge des Antidots.

## Gegenanzeigen
Außer Allergie gegen Schafglobuline sind keine Kontraindikationen bekannt. Wegen der vitalen Indikation ist in der Regel trotzdem der Einsatz von Digitalis-Antitoxin geboten.

## Dosierung
Entscheidend für die Höhe der erforderlichen Antitoxin-Dosis, die als intravenöse Infusion gegeben wird, ist die im Körper vorhandene Glykosidmenge. Zwecks Rückrechnung sollte möglichst immer die eingenommene Glykosidmenge in Erfahrung gebracht werden. Die notwendige Antitoxin-Dosis ist der jeweils aktuellen Fachinformation zu entnehmen, die der Packung des Digitalis-Antitoxins beiliegt.
Bei der Berechnung der Dosis sollten folgende Gesichtspunkte berücksichtigt werden:
- Bei Erbrechen bzw. Magenspülung kann die zur Resorption stehende Glykosidmenge reduziert sein.
- Durch Abführmittel kann die Ausscheidung des Glykosids beschleunigt sein.
- Die biologische Verfügbarkeit der einzelnen Glykosidpräparate begrenzt die resorbierbare Glykosidmenge.
- Ein Teil der resorbierten Glykosidmenge kann bereits im Körper verstoffwechselt sein.

Wenn die eingenommene Glykosidmenge nicht ermittelt werden kann, sollte entsprechend den klinischen Erfahrungen eine Dosis von 6 Durchstichflaschen Digitalis-Antitoxin verabreicht werden. Dies ist nach den bisher vorliegenden Erkenntnissen die Dosierung in der überwiegenden Zahl der Fälle.
Auch bei Kindern richtet sich die Dosis nach der aufgenommenen Glykosidmenge und nicht nach dem Körpergewicht. Es gelten daher die gleichen Dosierungs- und Anwendungsempfehlungen.
Patienten mit eingeschränkter Nierenfunktion sind nach den bisherigen Erfahrungen wie Nierengesunde zu behandeln. Es empfiehlt sich eine längere Beobachtungszeit, entsprechend dem verminderten Anteil der renalen Elimination.

## Therapieerfolg
Die Herzrhythmusstörungen bilden sich im Allgemeinen ein bis drei Stunden nach Therapiebeginn zurück und zeigen damit eine zumindest anfänglich ausreichende Dosis von Digitalis-Antitoxin an. Sollten in Einzelfällen auch noch nach zehn oder mehr Stunden erneut Rhythmusstörungen auftreten, kann eine weitere Gabe von Digitalis-Antitoxin indiziert sein.